# Машаро, Дарья Владмировна
Машаро, Дарья Владимировна (1 октября 1974, Минск, Белорусская ССР, СССР) — белорусская спортсменка, выступавшая в сольных композициях кикбоксинга. Мастер спорта международного класса. Тренер высшей категории. С 1993 года тренировалась в СК «Кик Файтер» у Евгения Добротворского. Сейчас Дарья работает тренером в Республиканском Центре Олимпийской Подготовки Единоборств. 3-кратная чемпионка Европы, 3-кратная чемпионка мира (1996, 1997 и 2001 г). Окончила биологический факультет Белорусского государственного университета и Белорусский государственный университет физической культуры.

## Спортивная карьера
Дарья Машаро начинала свою спортивную карьеру с художественной гимнастики. Выполнила норматив мастера спорта. С группой других гимнасток перешла на кикбоксинг к заслуженному тренеру РБ Евгению Добротворскому. Проявила завидное упорство и колоссальное трудолюбие и обошла более способных конкуренток. Её первым международным стартом стал престижный международный турнир US — open 2004 года. Дарья заняла два четвёртых места в разделах с оружием и без. На чемпионате Европы 2004 года в Хельсинки Дарья, пропустив вперёд чемпионку мира и свою одноклубницу Татьяну Анженко, завоевала серебро в разделе с оружием. Это была первая медаль полученная за композицию с японским мечом (катана). Долгое время Дарья была единственной девушкой выступавшей со столь сложным «мужским» оружием на международных соревнованиях. Конкурировать с тяжёлой и острой, как бритва, катаной против более простых, лёгких и скоростных: камы, бо, нунтяку было очень сложно и более чем серебро на чемпионатах мира и Европы в жёстком стиле с оружием Дарья так и не смогла завоевать. Зато в мягком стиле без оружия техника «Школы змеи» принесла ей первое золото на чемпионате мира 1996 года и второе на чемпионате мира 1997 года. Китайский меч в разделе мягкий стиль с оружием позволил подняться на высшую ступеньку пьедестала на чемпионате мира 2001 года и Кубке мира 2002 года. В 2006 году Даша взяла на вооружение более сложное оружие — двойной девятизвенный цеп. И в 2009 году выиграла чемпионат Европы в возрасте 35 лет! Продолжала оттачивать мастерство и выступать на самом высоком уровне, завоевывая медали на чемпионатах мира и Европы 2012, 2013 и 2014 годов. В 40 лет завершила спортивную карьеру из за возрастного ограничения в регламенте Чемпионатов мира и Европы.

## Спортивные достижения
Кикбоксинг, сольные композиции:
- 1994 Чемпионат Европы WAKO (Хельсинки, Финляндия)  жесткий силь с оружием
- 1994 Чемпионат СНГ (Мариуполь, Украина)  жесткий стиль с оружием
- 1994 Чемпионат СНГ (Мариуполь, Украина)  мягкий стиль
- 1995 Чемпионат СНГ (Минск, Беларусь)  жесткий стиль с оружием
- 1995 Чемпионат мира WKA (Карлсруэ, Германия)  мягкий стиль с оружием
- 1995 Чемпионат мира WKA (Карлсруэ, Германия)  мягкий стиль
- 1996 Чемпионат мира WKA (Германия)  мягкий стиль
- 1997 Чемпионат мира WAKO (Гданьск, Польша)  мягкий стиль с оружием
- 1997 Чемпионат мира WAKO (Гданьск, Польша)  мягкий стиль
- 1999 Чемпионат мира WAKO (Каорле, Италия)  жесткий стиль с оружием
- 2001 Кубок мира (Италия)  жесткий стиль
- 2001 Кубок мира (Италия)  мягкий стиль с оружием
- 2001 Чемпионат мира WAKO (Марибор, Словения)  мягкий стиль
- 2001 Чемпионат мира WAKO (Марибор, Словения)  мягкий стиль с оружием
- 2002 Кубок мира (Италия)  жесткий стиль с оружием
- 2002 Кубок мира (Италия)  мягкий стиль
- 2002 Кубок мира (Италия)  мягкий стиль с оружием
- 2003 Чемпионат мира WAKO (Ялта, Украина)  мягкий стиль
- 2003 Чемпионат мира WAKO (Ялта, Украина)  мягкий стиль с оружием
- 2004 Кубок мира (Италия)  мягкий стиль
- 2004 Кубок мира (Италия)  мягкий стиль с оружием
- 2005 Кубок мира (Италия)  жесткий стиль с оружием
- 2005 Кубок мира (Италия)  мягкий стиль с оружием
- 2006 Кубок мира (Италия)  мягкий стиль с оружием
- 2007 Кубок мира (Италия)  мягкий стиль с оружием
- 2007 Кубок мира (Италия)  жесткий стиль с оружием
- 2007 Кубок мира (Италия)  открытая категория
- 2008 Кубок мира (Италия)  мягкий стиль
- 2008 Кубок мира (Италия)  мягкий стиль с оружием
- 2009 Кубок мира (Италия)  мягкий стиль с оружием
- 2010 Кубок мира (Италия)  мягкий стиль с оружием
- 2012 Чемпионат Европы WAKO (Румыния)  мягкий стиль с оружием
- 2013 Чемпионат мира WAKO (Турция)  мягкий стиль с оружием
- 2014 Чемпионат Европы WAKO (Словения)  мягкий стиль с оружием

Кикбоксинг, фулл-контакт:
- 1996 Чемпионат Европы WAKO  52 кг